# М. Т. Васудеван Наяр
Мадатху Теккепатту Васудеван Наяр (малаял. മാടത്ത് തെക്കേപ്പാട്ട് വാസുദേവൻ നായർ; 15 июля 1933, Кудаллур, Британская Индия — 25 декабря 2024, Кожикоде, Керала) — индийский писатель

, сценарист и кинорежиссёр
, писавший и снимавший фильмы на языке малаялам. Награждён высшей литературной премией Индии Джнянпитх и третьей по значимости гражданской наградой — орденом Падма бхушан.

## Биография
Васудеван родился 9 августа 1933 года в деревне Кудаллур округа Малабар (ныне штат Керала) в семье Нараянана Наяра и Аммалу Аммы. Его отец работал в компании по выращиванию чая на Цейлоне и редко бывал дома, а мать сидела дома с четырьмя детьми, из которых Васудеван был младшим. Будущий писатель учился в начальной школе Маламаккаву, затем в средней школе Кумараналлура и получил степень бакалавра по химии в колледже Виктории в Палаккаде в 1953 году.
Его первый сборник рассказов «Raktham Puranda Mantharikal» (досл.: «Кровавые пески») был опубликован во время его учебы в колледже. Рассказ «Valarthumrigangal» (досл.: «Домашние животные»), действие которого происходит в цирке, также написанный Васудеваном в колледже, выиграл первый приз на конкурсе, проведенном New York Herald Tribune, Mathrubhumi и Hindustan Times в 1954 году.
После колледжа Васудеван некоторое время работал временным учителем в школах. В 1956 году она присоединился к еженедельнику Mathrubhumi в качестве заместителя редактора и переехал в Кожикоде. В следующем году в Mathrubhumi был опубликован его первый роман «Pathiravum Pakalvelichavum» (досл.: «Полночь и дневной свет»). Ещё год спустя вышла его первая книга — роман «Nalukettu» (досл.: «Наследие»), посвященный разлагающейся феодальной семейной системе касты Наяров и принёсший ему премию Литературной академии Кералы. В последствии писатель получал её ещё дважды: за пьесу «Gopuranadayil» (1982) и рассказ «Swargam Thurakkunna Samayam» (1986). Вышедший в 1969 году, роман «Kaalam» был отмечен премией литературной академии Индии, а мифологический роман «Randamoozham», пересказывающий Махабхарату от лица Бхимы, получил премию Ваялар в 1985 году.
В 1965 году Наяр дебютировал в кино, написав сценарий к фильму Murappennu на основе одного из своих рассказов.
В последствии он работал над сценариями пяти десятков кинокартин и четырежды выигрывал Национальную кинопремию за лучший сценарий, благодаря фильмам Oru Vadakkan Veeragatha (1989), Kadavu (1991), Sadayam (1992) и  Parinayam (1994). В 1973 году Наяр попробовал себя как режиссёр, сняв киноленту «Вчерашние предложения», в которой крайняя нищета заставляет деревенского оракула отвернуться от бога. Кинематографист неоднократно становился лауреатом кинопремии штата Керала за лучший фильм, режиссуру, сценарий и сюжет.
Наяр был удостоен премии Джнанпитх в 1995 году и премии Падма бхушан в 2005 году. Университет Каликута и Университет Махатмы Ганди (Керала) присвоили ему почётные степени доктора наук.
За свою жизнь писатель был женат дважды. В 1965 году он женился на писательнице и переводчице Прамиле Наяр. В этом браке родилась дочь Ситхара, бизнес-профессионал в США. Разведясь с первой женой, в 1977 году он вступил в брак с танцовщицей Каламандалам Сарасвати. У них есть общая дочь Асвати.
Васудеван Наяр скончался в частной больнице Кожикоде 25 декабря 2024 года.